# گرد بالمن
گرد بالمن (انگلیسی: Gerd Bollmann) (زاده ۲۸ سپتامبر ۱۹۴۷) یک سیاست‌مدار اهل آلمان است. بالمن از اعضای حزب سوسیال دموکرات آلمان(SPD) می‌باشد.